# Igre gladi: Šojka rugalica – 1. dio (2014.)
Igre gladi: Šojka rugalica, 1. dio (eng. The Hunger Games- Mockingjay- Part 1) je američki distopijski znanstvenofantastični ratni film iz 2014. redatelja Francisa Lawrencea sa scenarijem Petera Craiga i Dannyja Stronga. To je prvi od dva filma temeljena na romanu Šojka rugalica Suzanne Collins iz 2010., posljednjoj knjizi trilogije Igre gladi i trećem dijelu filmske serije Igre gladi, koju su producirali Nina Jacobson i Jon Kilik, a distribuirao Lionsgate. U filmu je glumačka ekipa koja uključuje Jennifer Lawrence, Josh Hutchersona, Liam Hemswortha, Woody Harrelsona, Elizabeth Banks, Julianne Moore, Philip Seymour Hoffmana, Jeffrey Wrighta, Stanley Tuccija i Donald Sutherlanda. Glavna fotografija za oba dijela filma započela je 23. rujna 2013. u Atlanti, prije nego što se preselio u Pariz na dva tjedna snimanja i službeno je završio 20. lipnja 2014. u Berlinu.  
Priča nastavlja pratiti Katniss Everdeen; nakon što je dvaput preživjela Igre gladi, Katniss se nalazi u okrugu 13. Pod vodstvom predsjednice Coina i savjetima svojih prijatelja od povjerenja, Katniss nevoljko postaje simbol masovne pobune protiv Kapitola i bori se da spasi Peetu i naciju koju pokreću njezina hrabrost. Film je nastavak Igre gladi: Plamen, a nakon njega slijedi završni dio, Igre gladi: Šojka rugalica – 2. dio.
Film je objavljen 21. studenog 2014. u Sjedinjenim Državama. Kao i njegovi prethodnici, film je doživio komercijalni uspjeh sa zaradom od 55 milijuna dolara na dan premijere, što ga čini najvećim danom otvaranja u 2014. i šestim po veličini u studenom. Film je zauzeo prvo mjesto tijekom vikenda otvaranja s 273,8 milijuna dolara u cijelom svijetu, postavši najveće otvaranje u 2014. i označivši seriju filmova Igre gladi kao jedinu franšizu koja ima tri filma koja su zaradila više od 100 milijuna dolara tijekom vikenda. Film je zaradio više od 755 milijuna dolara u cijelom svijetu, što ga čini petim filmom s najvećom zaradom u 2014. i drugom najvećom zaradom u seriji Igre gladi.
Prvi dio dobio je općenito pozitivne kritike kritičara, koji su pohvalili glumu, glazbenu partituru i politički podtekst, ali su dobili kritike zbog tempa i nedostatka akcije. Snimateljeva odluka da roman podijeli u dvije odvojene adaptacije također je kritizirana, a mnogi smatraju da je ta odluka nepotrebna. To je najslabije ocijenjeni film u franšizi, prema stranici recenzija Rotten Tomatoes i Metacritic. Film je bio nominiran za najbolji znanstvenofantastični film na 41. dodjeli nagrada Saturn. Za svoju izvedbu, Lawrence je dobila nominaciju za najbolju glumicu u akcijskom filmu na 20. dodjeli nagrada Critics' Choice i nominaciju za nagradu Saturn. Pjesma "Yellow Flicker Beat" također je nominirana za najbolju originalnu pjesmu na 72. dodjeli nagrada Zlatni globus i Critics' Choice Awards.

## Radnja
Nakon što su spašeni iz uništene arene na 75. Igrama gladi, Katniss Everdeen, Beetee i Finnick Odair odvedeni su u okrug 13, podzemni kvart izoliran od Panema koji je predvodio prvu pobunu. Katniss se ponovno ujedinjuje sa svojom majkom i sestrom Prim i upoznaje predsjednicu Almu Coin, vođu pobunjenika. Katniss je rečeno da je njezina strijela koja je uništila polje sile dovela do nereda u više od polovice okruga, pridruživši se 13 u pobuni, zbog čega je Snow bombardirao okrug 12. Coin od nje traži da postane "Šojka rugalica" — simbol pobune — kao dio strategije "srca i umova". Katniss nevoljko pristaje nakon što je na državnoj televiziji vidjela kako Peetom manipuliraju kako bi ugušili pobunu. Posjećuje ruševine rodnog okruga 12, njezinu staru kuću nekako netaknutu s bijelim ružama predsjednika Snowa unutra.
Katniss upoznaje svoj filmski tim i dobiva Effie Trinket kao stilisticu i bliskog prijatelja, Gale, kao tjelohranitelja. Odlaze u okrug 8 gdje je Katniss snimljena kako je pozdravljaju deseci ranjenih civila u bolnici; Snow, vidjevši snimku, naređuje zračni napad na bolnicu, ubijajući sve unutra. Ekipa snima kako Katniss i Gale obaraju dva letjelica Kapitola i Katnissinu prijetnju punu bijesa: "Ako mi gorimo, ti gori s nama." Nakon toga, drvosječe u okrugu 7 se pobune, vičući istu frazu i ubijajući mirovnjake detonirajući nagazne mine.
Katniss i njezin tim putuju u okrug 12. Katniss je snimljena kako pjeva "The Hanging Tree". Stotine prosvjednika u okrugu 5, pjevajući istu himnu, započinju samoubilački napad ljudskim valom na branu hidroelektrane koja je glavni izvor električne energije u Kapitolu. Napad uspješno implodira i probija branu, uzrokujući zamračenje koje prisiljava Kapitol da se vrati na sekundarne generatore. Te noći Katniss gleda kako Peetu intervjuira Caesar Flickerman, bivši voditelj Igara, kada Coin i Beetee otimaju signal za emitiranje isječka Katniss. Nakon što ga je vidio, Peeta iznenada vikne upozorenje da će Kapitol napasti okrug 13. Coin naređuje masovnu evakuaciju u duboka, podzemna skloništa, a objekt preživi napad. Nakon što je izronila, Katniss otkriva područje posuto bijelim ružama; zaključuje da je Snow to organizirao kako bi je obavijestio da će, kad god osudi Kapitol, mučiti Peetu kao odmazdu.
Coin šalje elitnu specijalnu ekipu da spasi Peetu i preostale pobjednike Johannu Mason, Enobaria i Annie Crestu iz njihovog zatvora. Beetee otima obrambeni sustav Kapitola s "propo" koji je ispričao Finnick kako bi uvjerio više okruga da stanu na stranu pobune; kada se pokaže da to nije dovoljno, Katniss komunicira izravno sa Snowom kao dodatno ometanje da dobije dovoljno vremena. Galeov tim spašava pobjednike i lako pobjegne s Kapitola, što ukazuje da je Kapitol namjerno smanjio sigurnost. Kad Katniss pozdravi Peetu, on je neočekivano napadne i zadavi je do nesvijesti prije nego što ga je Boggs nokautirao.
Katniss se probudi i obaviještena je da je Peeta "otet" - ispran mu je mozak da je pokuša ubiti, što objašnjava zašto im je Kapitol dopustio da pobjegnu s njim. Peeta se stavlja u samicu, dok se razvija serum kako bi poništio efekte otmice.
Coin objavljuje da je sljedeći cilj pobunjenika glavno vojno uporište Kapitola u okrugu 2—sada jedini okrug koji je ostao odan Kapitolu

## Glumci
- Jennifer Lawrence kao Katniss Everdeen
- Josh Hutcherson kao Peeta Mellark
- Liam Hemsworth kao Gale Hawthorne
- Woody Harrelson kao Haymitch Abernathy
- Elizabeth Banks kao Effie Trinket
- Julianne Moore kao President Alma Coin
- Philip Seymour Hoffman kao Plutarch Heavensbee
- Jeffrey Wright kao Beetee
- Stanley Tucci kao Caesar Flickerman
- Donald Sutherland kao President Snow
- Willow Shields kao Primrose Everdeen
- Sam Claflin kao Finnick Odair
- Jena Malone kao Johanna Mason
- Stef Dawson kao Annie Cresta
- Mahershala Ali kao Boggs
- Natalie Dormer kao Cressida
- Wes Chatham kao Castor
- Elden Henson kao Pollux
- Patina Miller kao Commander Paylor
- Evan Ross kao Messalla
- Robert Knepper kao Antonius
- Sarita Choudhury kao Egeria

## Produkcija
Dana 10. srpnja 2012. Lionsgate je objavio da će treći i posljednji dio serije, Šojka rugalica, biti podijeljen na dva dijela. The Hunger Games: Mockingjay – Part 1 objavljen je 21. studenog 2014., a The Hunger Games: Mockingjay – Part 2 je objavljen 20. studenog 2015. godine. Mnogi redatelji, uključujući Rian Johnsona, Francisa Lawrencea i Alfonsa Cuaróna, razmatrani su za taj posao. Dana 1. studenog 2012., Lawrence, redatelj prethodnog filma Catching Fire, najavio je da će se vratiti režirati oba posljednja dijela u seriji.
Dana 6. prosinca 2012. Danny Strong je najavio da će pisati treći i četvrti film. Dana 15. veljače 2013., Lionsgate je potvrdio da je scenarij za Prvi dio napisao Strong, dajući mu dopuštenje da napiše drugi dio. Kasnije u kolovozu, Hemsworth je potvrdio da će snimanje filma početi u rujnu 2013. godine.
Produkcija filma započela je 16. rujna 2013. u Bostonu, Atlanti i Los Angelesu. Studio Babelsberg koproducirao je i nadzirao produkcijske usluge za film.

### Snimanje
Snimanje je počelo 23. rujna 2013. u Atlanti, a završilo 20. lipnja 2014. u Berlinu. Prvi dio snimljen je uzastopno s drugim dijelom. Sredinom listopada, ekipe su uočene kako snimaju u Rockmartu. Ekipa i glumačka postava uzeli su pauzu kako bi promovirali Igre gladi: Plamen i snimanje je nastavljeno 2. prosinca 2013. 14. prosinca 2013. snimanje se održalo u Marriott Marquisu u Atlanti, Georgia. 18. prosinca počela je pucnjava na Caldwell Tanks u Newnanu, Georgia.
Philip Seymour Hoffman umro je 2. veljače 2014. Lionsgate je objavio izjavu u kojoj se navodi da je Hoffman dovršio snimanje većine svojih scena prije smrti.
Dana 18. travnja 2014., producentica Nina Jacobson objavila je da je snimanje u Atlanti upravo završilo, nakon čega je redatelj Francis Lawrence najavio sljedećeg dana o preseljenju produkcije u Europu. Najavljeno je da će snimati scene bitaka u Parizu i berlinskoj zračnoj luci Tempelhof u Berlinu. Počeli su snimati na ulicama Pariza iu gradu Ivry-sur-Seine 7. svibnja, gdje su Lawrence i Hemsworth uočeni tijekom snimanja nekih scena među statisti.
Dana 9. svibnja objavljeno je da se snimanje odvija u Noisy le Grand u Parizu gdje su Lawrence, Hemsworth, Hutcherson i Claflin uočeni na setu koji je ponovno stvorio svijet Panema. To je isto mjesto gdje je Brazil snimljen 1984. godine

### Glazba
Glazba je stvorena da prenese mračni osjećaj filma. Dana 9. listopada 2014. otkriveno je da je dječački zbor Trinity School snimio pjesme za partituru, koju je napisao James Newton Howard. Jennifer Lawrence izvela je filmsku verziju pjesme "The Hanging Tree", izvorno prikazanu u romanu, ali nije bila oduševljena što je morala pjevati i plakala je na dan izvedbe. Od večeri 25. studenog 2014., pjesma je bila #4 na Appleovoj iTunes top 150 listi. "The Hanging Tree" također je bio na #1 u Austriji i Mađarskoj te na #12 na Billboard Hot 100 u SAD-u.

## Kritike
Igre gladi: Šojka rugalica – Prvi dio dobio je općenito pozitivne kritike od kritičara, s pohvalama usmjerenim na njegov politički podtekst i glumačke izvedbe (osobito onu Lawrence), ali kritike zbog nedostatka akcije i tvorci dijele izvorni materijal za dvije odvojene adaptacije. Internetska stranica za prikupljanje recenzija Rotten Tomatoes izvijestila je o ocjeni odobravanja od 69%, na temelju 304 recenzije, s prosječnom ocjenom 6,3/10. Konsenzus stranice glasi: "Igre gladi: Šojka rugalica – 1. dio postavlja finale franšize s pretposljednjim poglavljem punim solidnih izvedbi i pametnog političkog podteksta, iako je kratko na akcijskom planu." Film ima značajnu ulogu. Metacritic ocjena od 64 od 100, na temelju 46 kritičara, što ukazuje na "općenito povoljne kritike". Publika koju je anketirao CinemaScore dala je filmu ocjenu "A-", što ukazuje na pozitivne reakcije gledatelja koji plaćaju.
Cath Clarke iz Time Outa dala je filmu četiri od pet zvjezdica. Pohvalila je politiku kao "napeto zahvaćajuću" i smatrala je da ima puno toga za reći o "etičkim nejasnoćama rata". Pohvalila je Lawrenceovu izvedbu kao "snažnu, pametnu, tvrdoglavu, ljutu i punu srca" i napomenula da je postala "dublja i mračnija." Kevin Harley, koji je recenzirao film za Total Film, također je nagradio film četiri od mogućih nagrada. pet zvjezdica. Osjećao je da se film zadržao zbog Lawrenceove izvedbe i solidne sporedne glumačke ekipe. Također je pohvalio akcijske scene i raznoliko pripovijedanje. Zaključio je da je film bio "hrabar" i uspio je roman uspješno podijeliti na film "manje o bilješkama nego o strategiji" i "manje o akciji nego o raspravama", iako je primijetio da to prijeti "udaljavanju gledatelja".
Robbie Collin je filmu dodijelio tri od pet zvjezdica. U svojoj recenziji za The Telegraph pohvalio je film zbog toga što je "intenzivan, moderan, aktualan, dobro odglumljen" i izjavio da "ostaje jedan od najfascinantnijih, živopisno ostvarenih fantastičnih krajolika u novijoj kinematografiji". Unatoč tome što je hvalio izvedbu Lawrencea i Hoffmana, smatrao je da je bila pretrpana s "dva sata preambule bez vidljive isplate". Zaključio je da je film "pao" i da se "ne može nazvati zadovoljavajućim." Henry Barnes iz The Guardiana također je filmu dao tri od pet zvjezdica. Osjećao je da nudi "uzbuđenje" unatoč "nedostatku čvrste strukture" i sadržava "opuštene specijalne efekte". Također je bio kritičan prema "škripavom scenariju" i smatrao je da mu nedostaje nešto od "terora" prethodnih nastavaka, ali je pohvalio Lawrence za njezinu izvedbu.
Todd McCarthy, koji je recenzirao film za The Hollywood Reporter, smatra da je nastavak "razočaravajuće blag i nepotrebno dugotrajan". Bio je kritičan prema ležernom tempu filma i primijetio je da se osjeća "kao potpuno proizveden proizvod, ironično i tužno s obzirom na njegovu revolucionarnu temu." Richard Corliss iz Time je smatrao da je film rezervirano mjesto za drugi nastavak i napomenuo je "" Lawrence nema puno prilike da napravi nešto spektakularno upravo ovdje."